# VfBライプツィヒ (1893)
ライプツィヒ運動ゲーム協会（Verein für Bewegungsspiele Leipzig e. V.）、略称VfBライプツィヒは、1893年にライプツィヒに設立されたスポーツクラブです。男子サッカーチームは20世紀初頭に3度ドイツサッカー選手権優勝を果たし、1925年まで23年間にわたってドイツの最多優勝記録を保持していましたが、その後1. FCニュルンベルクにその座を譲りました。1945年、第二次世界大戦の終結後、同クラブは強制的に解散されました。1966年に後継クラブとして1. FCロコモティフ・ライプツィヒが設立され、1991年から2004年の活動停止まで再びVfBライプツィヒの名称で活動しました。破産手続き終了後、VfBライプツィヒは2021年に2003年に設立された1. FCロコモティフ・ライプツィヒと合併し、クラブ登録から削除されました。
1. ↑   (ドイツ語) VfB Leipzig (1893), (2025-04-24) 2025年8月20日閲覧。